# Андреас Ємтін
Андреас Ємтін (швед. Andreas Jämtin, нар. 4 травня 1983, Дандерид) — шведський хокеїст, що грав на позиції крайнього нападника.

## Ігрова кар'єра
Вихованець хокейної школи АІК (Стокгольм). Хокейну кар'єру розпочав на батьківщині 2000 року виступами за команду «Фер'єстад».
2001 року був обраний на драфті НХЛ під 157-м загальним номером командою «Детройт Ред-Вінгс».
У сезоні 2005–06 захищав кольори фінської команди ТПС. У наступному сезоні уклав однорічну угоду з ГВ-71. Влітку 2007 продовжив контракт ще на три роки.
16 червня 2008, як вільний агент уклав контракт з «Нью-Йорк Рейнджерс». Але провівши чотири гри за «Гартфорд Вулф Пек» та п'ять за «Шарлотт Чекерс» Андреас вирішив повернутись на батьківщину, де підписав дворічний контракт з клубом «Лінчепінг».
Під час сезону 2012–13 років повернувся до клубу ГВ-71.
У липні 2015 уклав однорічну угоду з клубом КХЛ «Медвещак» (Загреб).
У серпні 2016 повернувся на батьківщину, де захищав кольори клубу «Фер'єстад».
Завершив ігрову кар'єру відігравши сезон за британський «Шеффілд Стілерс».
Був гравцем молодіжної збірної Швеції та національної збірної Швеції.

## Нагороди та досягнення
- Чемпіон Швеції в складі ГВ-71 — 2004, 2008.
- Чемпіон світу — 2013.

## Статистика

### Клубні виступи
| Сезон        | Клуб                | Ліга         | Регулярний сезон | Регулярний сезон | Регулярний сезон | Регулярний сезон | Регулярний сезон | Плей-оф | Плей-оф | Плей-оф | Плей-оф | Плей-оф |
| Сезон        | Клуб                | Ліга         | І                | Г                | П                | О                | ШХ               | І       | Г       | П       | О       | ШХ      |
| ------------ | ------------------- | ------------ | ---------------- | ---------------- | ---------------- | ---------------- | ---------------- | ------- | ------- | ------- | ------- | ------- |
| 2000–01      | «Фер'єстад»         | Елітсерія    | 1                | 0                | 0                | 0                | 0                | —       | —       | —       | —       | —       |
| 2001–02      | АІК                 | Елітсерія    | 42               | 2                | 3                | 5                | 55               | —       | —       | —       | —       | —       |
| 2002–03      | АІК                 | Аллсв        | 42               | 21               | 18               | 39               | 127              | —       | —       | —       | —       | —       |
| 2003–04      | ГВ-71               | Елітсерія    | 39               | 5                | 13               | 18               | 105              | 16      | 3       | 3       | 6       | 68      |
| 2004–05      | ГВ-71               | Елітсерія    | 42               | 6                | 12               | 18               | 155              | —       | —       | —       | —       | —       |
| 2005–06      | ТПС                 | СМ-Л         | 37               | 8                | 7                | 15               | 81               | —       | —       | —       | —       | —       |
| 2005–06      | ГВ-71               | Елітсерія    | 8                | 1                | 1                | 2                | 28               | 12      | 3       | 2       | 5       | 28      |
| 2006–07      | ГВ-71               | Елітсерія    | 49               | 14               | 11               | 25               | 150              | 11      | 2       | 1       | 3       | 36      |
| 2007–08      | ГВ-71               | Елітсерія    | 51               | 17               | 13               | 30               | 167              | 17      | 1       | 5       | 6       | 36      |
| 2008–09      | «Гартфорд Вулф Пек» | АХЛ          | 4                | 0                | 0                | 0                | 9                | —       | —       | —       | —       | —       |
| 2008–09      | «Шарлотт Чекерс»    | ХЛСУ         | 5                | 3                | 2                | 5                | 17               | —       | —       | —       | —       | —       |
| 2008–09      | «Лінчепінг»         | Елітсерія    | 27               | 3                | 7                | 10               | 86               | 7       | 1       | 1       | 2       | 8       |
| 2009–10      | «Лінчепінг»         | Елітсерія    | 55               | 18               | 13               | 31               | 125              | 12      | 0       | 3       | 3       | 30      |
| 2010–11      | «Лінчепінг»         | Елітсерія    | 37               | 9                | 14               | 23               | 158              | 5       | 2       | 0       | 2       | 12      |
| 2011–12      | «Лінчепінг»         | Елітсерія    | 53               | 16               | 7                | 23               | 138              | —       | —       | —       | —       | —       |
| 2012–13      | «Лінчепінг»         | Елітсерія    | 14               | 3                | 4                | 7                | 26               | —       | —       | —       | —       | —       |
| 2012–13      | ГВ-71               | Елітсерія    | 32               | 6                | 10               | 16               | 69               | 5       | 1       | 1       | 2       | 27      |
| 2013–14      | ГВ-71               | ШХЛ          | 25               | 5                | 7                | 12               | 107              | 6       | 1       | 0       | 1       | 2       |
| 2014–15      | ГВ-71               | ШХЛ          | 50               | 7                | 6                | 13               | 64               | 6       | 1       | 3       | 4       | 10      |
| 2015–16      | «Медвещак» (Загреб) | КХЛ          | 55               | 6                | 4                | 10               | 85               | —       | —       | —       | —       | —       |
| 2016–17      | «Фер'єстад»         | ШХЛ          | 46               | 1                | 3                | 4                | 32               | 7       | 0       | 0       | 0       | 2       |
| 2017–18      | «Шеффілд Стілерс»   | БЕЛ          | 36               | 8                | 5                | 13               | 91               | 2       | 0       | 0       | 0       | 6       |
| Усього в ШХЛ | Усього в ШХЛ        | Усього в ШХЛ | 571              | 113              | 124              | 237              | 1465             | 114     | 16      | 21      | 37      | 263     |
| Усього в КХЛ | Усього в КХЛ        | Усього в КХЛ | 55               | 6                | 4                | 10               | 85               | —       | —       | —       | —       | —       |

### Збірна
| Рік                | Команда            | Турнір             | Місце              | І  | Г | П | О  | ШХ |
| ------------------ | ------------------ | ------------------ | ------------------ | -- | - | - | -- | -- |
| 2001               | Швеція             | ЮЧС18              | 7-е                | 6  | 3 | 4 | 7  | 26 |
| 2002               | Швеція             | МЧС                | 6-е                | 7  | 2 | 1 | 3  | 10 |
| 2003               | Швеція             | МЧС                | 8-е                | 6  | 1 | 4 | 5  | 10 |
| 2011               | Швеція             | ЧС                 | 2                  | 1  | 0 | 0 | 0  | 0  |
| 2013               | Швеція             | ЧС                 | 1                  | 7  | 1 | 0 | 1  | 0  |
| Молодіжна збірна   | Молодіжна збірна   | Молодіжна збірна   | Молодіжна збірна   | 19 | 6 | 9 | 15 | 46 |
| Національна збірна | Національна збірна | Національна збірна | Національна збірна | 8  | 1 | 0 | 1  | 0  |